# Scolopendrella notacantha
Scolopendrella notacantha är en mångfotingart som beskrevs av Paul Gervais 1839. Scolopendrella notacantha ingår i släktet Scolopendrella och familjen slankdvärgfotingar. Inga underarter finns listade i Catalogue of Life.